# Xã Charter Oak, Quận Crawford, Iowa
Xã Charter Oak (tiếng Anh: Charter Oak Township) là một xã thuộc quận Crawford, tiểu bang Iowa, Hoa Kỳ. Năm 2010, dân số của xã này là 704 người.